# Iwogumoa ensifer
Iwogumoa ensifer là một loài nhện trong họ Amaurobiidae.
Loài này thuộc chi Iwogumoa. Iwogumoa ensifer được miêu tả năm 1998 bởi Jia-Fu Wang & Ono.